# 關文彬
關文彬（1868年—1966年），字均笙，廣東廣州府南海縣人，清末民初政治人物、進士出身，中央文史研究馆馆员。

## 生平
光緒二十九年（1903年）進士，以主事分部學習。宣統二年，擔任工商部員外郎。民國十年，任農商部參事。民國十三年，任農商部參事。民國十六年，任農工部參事。